# Ingomar
 Ingomar ist ein männlicher Vorname.

## Herkunft und Bedeutung
Der Name ist altdeutscher Herkunft. Er setzt sich aus zwei Elementen zusammen: Ing(wio) ist der Name einer germanischen Gottheit; das Wort mari stammt aus dem Althochdeutschen und bedeutet "berühmt" oder "bekannt".

## Namensträger
- Ingomar Grünauer (* 1938), österreichischer Komponist
- Ingomar Hauchler (* 1938), deutscher Verlagsleiter, Hochschullehrer und Politiker
- Ingomar von Kieseritzky (1944–2019), deutscher Schriftsteller
- Ingomar Pust (1912–1998), österreichischer Offizier, Alpinist, Schriftsteller und Journalist
- Ingomar Manfred Senz (* 1936), deutscher Heimatforscher
- Ingomar Weiler (1938–2023), österreichischer Althistoriker
- Inguiomer, Gau-Häuptling der Cherusker